# Droppsten

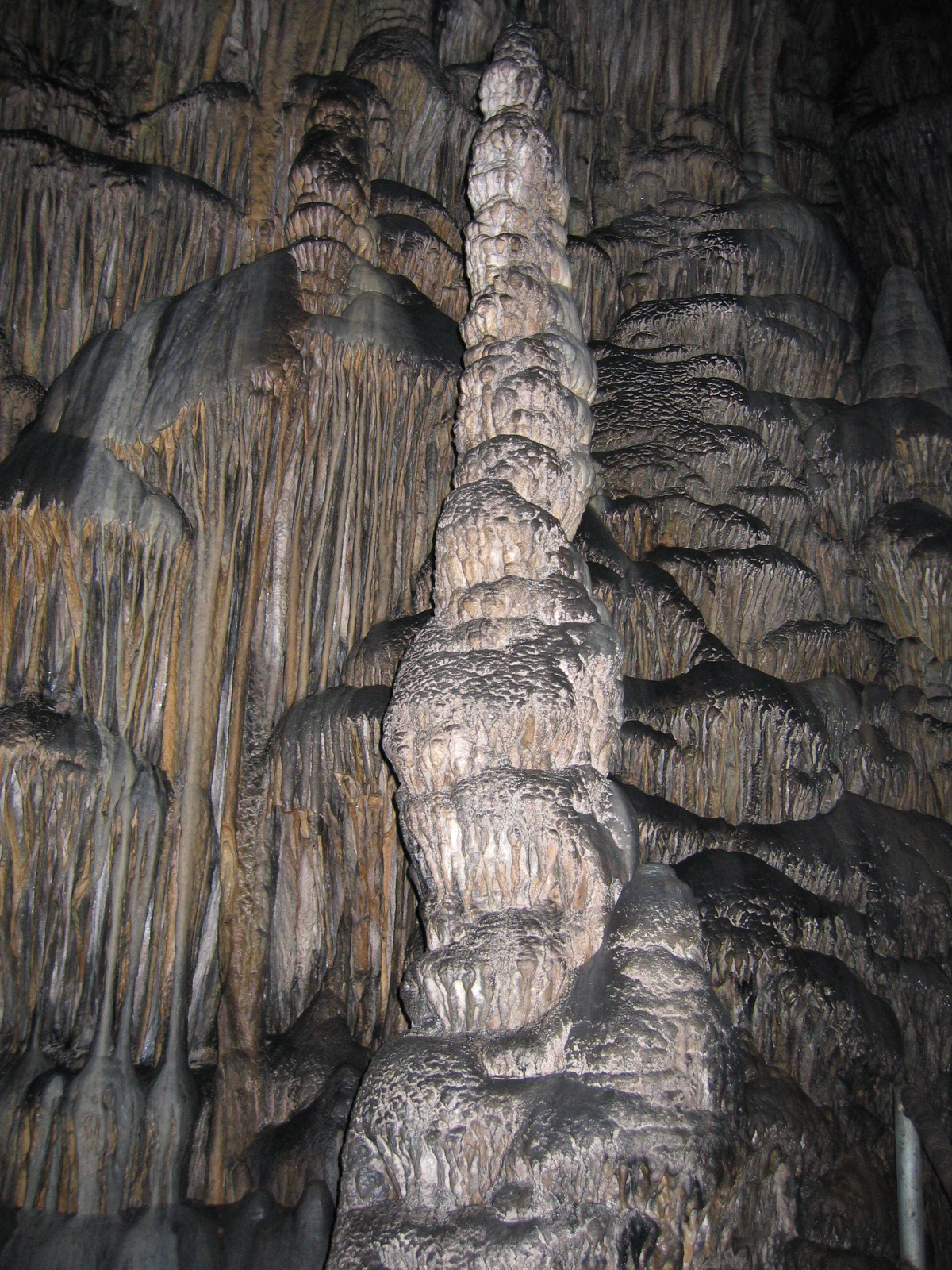
Droppsten i en grotta på Kreta.

Droppsten är samlingsnamnet för de olika kalkstensformationer som bildas av att kalciumkarbonat fälls ut ur kalkhårt vatten. De finns ofta i karstgrottor men kan även förekomma i exempelvis källargångar i byggnader.
Den vanligast förekommande är stalaktiten som bildas i (grott)tak. Stalaktiter kan vara smala som strån eller mer konliknande. Även mer oregelbunda former förekommer, s.k. heliktiter. Droppstenar som bildas på marken kallas stalagmiter. En stalaktit som växer samman med en stalagmit kallas för pelare eller kolumn.
När kalkvattnet rinner utmed ett sluttande takparti kan det bildas kamliknande formationer brukar kallas för (grott-)bacon eller draperier. Alternativt kan väggen få ett överdrag av kalksten, s.k. flowstone. Flowstone kan även bildas på sluttande golv. I samband med detta kan det bildas små dammar med kalkstensväggar, rimstone.
Det finns många andra former. De nämnda är dock de vanligaste.